# 1. FC Lichtenfels
Maillots
Dernière mise à jour : 11 avril 2011.
Le 1. FC Lichtenfels est un club sportif allemand localisé à Lichtenfels, en Haute-Franconie, en Bavière.
En plus du football, le club compte aussi un département de Bowling.

## Histoire (football)
Le club fut fondé en 1906.
Le club joua relativement anonymement dans les séries inférieures bavaroises. Dans les années 1930, il évolua jusqu’au 2e niveau juste sous la Gauliga Bayern, une des seize ligues créées sur ordres de Nazis dès leur arrivée au pouvoir en 1933.
En 1939, le 1. FC Lichtenfels manqua la montée en Gauliga de peu derrière les Würzburger Kickers.
En 1945, le club fut dissous par la directive no 23 des Alliés, comme tous les clubs et associations allemands.
Rapidement reconstitué, le club fut versé en 1946 dans la 2. Bayernliga. Terminant deuxième du Groupe Nord en 1947 et 1948, le cercle fut qualifié pour rester dans cette ligue qui fut ramenée à une seule série.
En 1950 fut créée la 2. Oberliga Süd, une ligue située directement sous l’Oberliga Süd. Classé seulement 10e à la fin de la saison 1949-1950, le 1. FC Lichtenfels ne fut pas qualifié pour en faire partie et fut alors reversé en 1. Amateurliga Bayern.
Le club termina vice-champion dans la 1. Amateurliga Nordayern en 1954, 1956 et 1957.
En 1960, sous la conduite de son joueur/entraîneur, l’ancien International yougoslave Željko Čajkovski, le 1. FC Lichtenfels remporta le titre de 1. Amateurliga Nordayern puis conquit le titre de 1. Amateurliga Bayern en battant le champion du Groupe Süd, le TSV Schwaben Augsburg (3-5). Lors du tour final pour la montée en 2. Oberliga Süd, Lichtenfels échoua derrière Fulda et Offenburg.
Lors des saisons suivantes, le 1. FC Lichtenfels ne confirma pas ses bons résultats et recula dans les classements. Il fallut attendre 1970 pour voir le club terminer vice-champion en 1. Amateurliga Bayern derrière le FC Wacker München. Ce fut la dernière grande performance de l’Histoire du club qui se qualifia pour le Championnat d’Allemagne Amateur. Il y atteignit les quarts de finale où il s’inclina contre le VfL Neckarau.
En 1973, après 27 saisons consécutives au 3e niveau de la hiérarchie, le 1. FC Lichtenfels descendit en Landesliga Bayern.
Cinq ans plus tard, alors qu’était créée l’Oberliga Bayern au 3e niveau, le club glissa au 5e. Il rejoua au niveau 4, en Landesliga, de 1982 à 1988.
Relégué vers le niveau 5, le 1. FC Lichtenfels remonta d’un cran en 1991 mais redescendit aussi vite, puis retrouva la Landesliga de 1995 à 1998. Mais pour rappel, en 1994, cette ligue avait reculé au 5e rang, à la suite de l'instauration des Regionalligen au 3e étage de la pyramide du football allemand.
En fait, le 1. FC Lichtenfels n’approcha plus les plus hautes séries régionales bavaroires et glissa vers les niveaux 7 et 8 de la hiérarchie.
En 2005, le 1. FC Lichtenfels fut relégué après des barrages hors de la Bezirksliga. Mais, l’année suivante, alors qu’il fêtait son centenaire, le club termina vice-champion en Kreisliga Cobourg (à l’époque 8e niveau) et remonta en Bezirksliga. Deux ans plus tard à la suite de la création de la 3. Liga en tant que « Division 3 », toutes les séries inférieures reculèrent d’un rang, et donc la Bezirksliga devint le niveau 8.
En 2010-2011, le 1. FC Lichtenfels évolue en Bezirksliga Bayern, Oberfranken-West, soit le 8e niveau de la hiérarchie de la DFB. 